# 북갈라파고스 미판

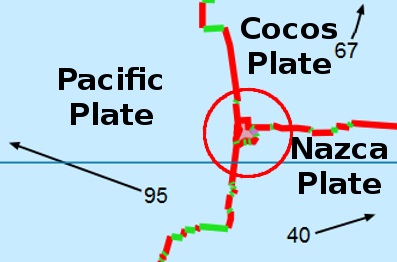
갈라파고스 미판의 위치.

북갈라파고스 미판은 갈라파고스 제도 인근의 작은 판이다. 북동쪽으로는 코코스 판, 남서쪽으로는 나스카 판, 서쪽으로는 태평양 판과 접하고 있으며, 반시계방향으로 회전하고 있다. 남쪽으로는 갈라파고스 미판과 접하는데, 시계방향으로 회전하고 있어 서로 맞물려서 움직이고 있다.

## 참고
1. ↑  “Columbia University Researchers Find Key to the Formation of New Seafloor Spreading Centers”. 2002년 12월 3일. 2010년 10월 6일에 확인함.
2. ↑  “Galapagos Microplate”. 2005년 2월 23일. 2010년 7월 26일에 원본 문서에서 보존된 문서. 2010년 10월 6일에 확인함.

Bird, P. (2003) An updated digital model of plate boundaries, Geochemistry Geophysics Geosystems, 4(3), 1027, doi:10.1029/2001GC000252. 